# Bistum Witbank
Das Bistum Witbank (lat. Dioecesis Vitbankensis, engl. Diocese of Witbank) ist eine in Südafrika gelegene römisch-katholische Diözese mit Sitz in Witbank.

## Geschichte
Das Bistum Witbank wurde am 12. Juni 1923 durch Papst Pius XI. aus Gebietsabtretungen des Apostolischen Vikariates Transvaal als Apostolische Präfektur Lydenburg errichtet. Am 9. Dezember 1948 wurde die Apostolische Präfektur Lydenburg durch Papst Pius XII. mit der Apostolischen Konstitution Si Evangelii zum Apostolischen Vikariat erhoben.
Am 11. Januar 1951 wurde das Apostolische Vikariat Lydenburg durch Papst Pius XII. mit der Apostolischen Konstitution Suprema Nobis zum Bistum erhoben und dem Erzbistum Pretoria als Suffraganbistum unterstellt. Das Bistum Lydenburg gab am 23. Juni 1958 Teile seines Territoriums zur Gründung der Apostolischen Präfektur Volksrust ab. Am 13. September 1964 wurde das Bistum Lydenburg in Bistum Lydenburg-Witbank umbenannt. Das Bistum Lydenburg-Witbank wurde am 10. November 1987 in Bistum Witbank umbenannt. Am 5. Juni 2007 wurde das Bistum Witbank dem Erzbistum Johannesburg als Suffraganbistum unterstellt.

## Ordinarien

### Apostolische Präfekten von Lydenburg
- Daniel Kauczor MCCJ, 1923–1926
- Alois Mohn MCCJ, 1926–1939
- Johannes Riegler MCCJ, 1939–1948

### Apostolische Vikare von Lydenburg
- Johannes Riegler MCCJ, 1948–1951

### Bischöfe von Lydenburg
- Johannes Riegler MCCJ, 1951–1955
- Anton Reiterer MCCJ, 1956–1964

### Bischöfe von Lydenburg-Witbank
- Anton Reiterer MCCJ, 1964–1983
- Mogale Paul Nkhumishe, 1984–1987

### Bischöfe von Witbank
- Mogale Paul Nkhumishe, 1984–2000, dann Bischof von Pietersburg
- Paul Mandla Khumalo CMM, 2001–2008, dann Erzbischof von Pretoria
- Giuseppe Sandri MCCJ, 2009–2019
- Xolelo Thaddaeus Kumalo, seit 2020